# Dovenby
Dovenby – wieś w Anglii, w Kumbrii. Leży 38 km na południowy zachód od miasta Carlisle i 415 km na północny zachód od Londynu.